# Hellhammer (гурт)
Hellhammer — метал-гурт із Швейцарії. Заснований в 1982 році, розпався у 1984. Один з перших колективів, де був присутній такий стиль вокалу, як гроулінг. Hellhammer також відомі як одна із найбільш злих і екстремальних груп початку 80-х років. Їхні пісні були настільки злими та похмурими для того часу, що їх не хотів записувати жоден лейбл. Після розпаду колективу, Томас Фішер і Мартін Ерік Ейн заснували Celtic Frost.

## Історія
Томас Фішер всерйоз почав цікавитися рок-музикою, коли разом зі своєю родиною переїхав до Нюренсдорфа. Він слухав Deep Purple, UFO, Френка Заппу, а коли побачив фото Гедді Лі з «Рікенбекером», його серце завмерло. Трохи пізніше він відкрив для себе Motörhead, а дізнавшись, що Леммі теж грає на «Рікенбекері», дуже сильно захотів мати таку ж гітару. Випросивши у матері грошей на жаданий інструмент, він купив до нього 60-ватний підсилювач і разом з однокласниками почав репетирувати.
Початок 80-х був розквітом NWOBHM, і Том з двома приятелями відвідав столицю цього руху, славне місто Лондон. Серед купи привезених звідти пластинок Фішер знайшов альбом якогось гурту Venom, який звучав ще важче, ніж його улюблений Motörhead. Тому одразу ж вирішив, що час започаткувати власну команду і зібрав банду, яка складалася з чотирьох осіб. Хоча гурт ніде не виступав, в штаті в неї був один роуді, якого звали Стів.
Досить швидко виявилося, що цей чоловік і був потрібен Тому, оскільки теж любив важку музику і відрізнявся від інших членів команди бажанням працювати. Фішер віддав йому свій «Рікенбекер», сам взяв шестиструнку, а за ударні посадив хлопця на ім'я Пітер. Гурт назвали Hammerhead. Для крутизни музиканти придумали сценічні псевдоніми: Том і Стів стали Ворріорами, а Йорг Ньюбарт, який замінив Пітера, був перейменований у Брюса Дея. Команда знайшла собі відповідну репетиційну базу і розпочала активну роботу.
Як раз в цей час Фішер познайомився з Мартіном Еріком Ейном, який згодом замінив Стіва. Незабаром колектив перейменували в Hellhammer, і хлопці стали думати про випуск першого демо. За 70 доларів їм вдалося зняти на один вечір невелику студію, де вони записали 17 пісень. Демка, що отримала остаточну назву Triumph of death (перший варіант — Death fiend), була розіслана по різним андеграундним журналам і лейблам.
Першими відгукнулися представники німецької фірми Modern music, повідомляли про відкриття свого нового підрозділу Noise. Далі в листі зазначалося, що якщо Hellhammer надішлють ще одну демку, то потраплять на перший збірник від Noise records і отримають можливість записати власну платівку. Хлопці, звичайно ж, організувалися і відіслали на лейбл плівку під назвою Satanic rites. Німці стримали обіцянку, вмістивши кілька треків Hellhammer в свою компіляцію і видавши міні-альбом Apocalyptic raids.
Огляди на цей реліз були вкрай суперечливими, тому Томас і Мартін задумалися над майбутнім гурту. У підсумку вони вирішили позбутися «сатанинського» іміджу і зробити щось нове. Перша ж пісня, яку вони написали («Visions of mortality») після цього, жодним чином не вписувалася в образ Hellhammer і тому проект був призупинений. На його уламках Том і Мартін створили дійсно культову команду, яка прославилася під ім'ям Celtic Frost.
У 2008 році видалась Demon Entrails — збірка на двох дисках, де містяться всі ремастерингові демо колективу. Томас Фішер також оголосив, що пише книгу про історію Hellhammer.

## Склад
- Томас Габріель Фішер «Ворріор» (Tom Gabriel Fischer (Warrior) «Satanic Slaughter») — вокал, гітара (1982-1984)
- Мартін Ерік Ейн (Martin Eric Ain «Slayed Necros») — бас, бек-вокал (1983-1984)
- Йорг Ньюбарт «Брюс Дей» (Bruce Day «Denial Fiend/Bloodhunter») — ударні (1982-1984)
- Урс Шпренгер «Стів Ворріор» (Urs Sprenger (Steve Warrior) «Savage Damage») — бас, бек-вокал (1982-1983)
- Стівен Прістлі (Stephen Priestly «Evoked Damnator») — ударні, бас (1983)
- Махаель Баум - бас (1983)
- Пітер Ебнетер - ударні (1982)
- Вінс Гаретті - гітара (1984)

## Дискографія
- 1983 — Death Fiend — демозапис
- 1983 — Triumph of Death — демозапис
- 1983 — Satanic Rites — демозапис
- 1984 — Apocalyptic Raid — міні-альбом
- 1990 — Apocalyptic Raids A. D. — перевидання міні-альбому 1984 року з двома новими треками з компіляції Death Metal
- 2008 — Demon Entrails — збірник ремастерингових демозаписів